# Chamaepetes
Chamaepetes Wagler, 1832 è un genere di uccelli della famiglia dei Cracidi, diffuso in America centrale e Sud America.

## Tassonomia
Comprende le seguenti specie:
- Chamaepetes goudotii (Lesson, 1828) - penelope alifalcate
- Chamaepetes unicolor Salvin, 1867 - penelope nera